# Маленький господин Фридеман
«Маленький господин Фридеман» (нем. Der kleine Herr Friedemann) — новелла немецкого писателя Томаса Манна, впервые опубликованная в 1897 году в журнале Neuen deutschen Rundschau. В 1898 году была включена в авторский сборник новелл, получивший по ней своё название. В 1990 году вышел телефильм, снятый по мотивам новеллы Петером Фогелем.
Новелла рассказывает в 15 коротких главах о жизни Иоганна Фридемана — горбуна, который ещё в юности отказался от любви, но позже всё-таки влюбился. Это приводит к трагедии.

## Восприятие
Литературовед Этель Лоринда Пибоди считает новеллу художественно совершенной. Особенно она выделяет описания природы, которые приводятся в ключевые моменты действия. В сюжете Пибоди не видит ничего выдающегося, но признаёт совершенство стиля и языка.